# Jim Hutton
Jim Hutton, właściwie Dana James Hutton (ur. 31 maja 1934 w Binghamton w stanie Nowy Jork, zm. 2 czerwca 1979 w Los Angeles w stanie Kalifornia) – amerykański aktor filmowy i telewizyjny. Ojciec aktora Timothy'ego Huttona.
Występował w programie wojskowym w Niemczech, gdy został odkryty przez reżysera Douglasa Sirka, który zaangażował go do melodramatu wojennego Czas życia i czas śmierci (A Time to Love and a Time to Die, 1958) u boku Johna Gavina. Choć film został zrealizowany przez Universal, jednak doprowadził młodego aktora do długotrwałego kontraktu z MGM.

## Wybrana filmografia

### Filmy fabularne
- 1958: Czas życia i czas śmierci (A Time to Love and a Time to Die) jako Hirschland
- 1959: 10 sekund do piekła (Ten Seconds to Hell) jako Robotnik przy boku bomby
- 1961: Miłosna ruletka (The Honeymoon Machine) jako Jason Eldridge
- 1961: Kawaler w raju (Bachelor in Paradise) jako Larry Delavane
- 1962: Horyzontalny porucznik (The Horizontal Lieutenant) jako drugi porucznik Merle Wye
- 1965: Na szlaku Alleluja (The Hallelujah Trail) jako Kapitan Paul Slater
- 1965: Major Dundee jako porucznik Graham
- 1966: Idź, nie biegnij (Walk, Don't Run) jako Steve Davis
- 1967: Ostrożnie z pieniędzmi (Who's Minding the Mint?) jako Harry Lucas
- 1968: Zielone berety (The Green Berets) jako Sierżant Petersen
- 1968: Ujarzmić piekło (Hellfighters) jako Greg Parker
- 1973: Nie bój się ciemności (Don't Be Afraid of the Dark, TV) jako Alex Farnham

### Seriale TV
- 1959: Strefa mroku (The Twilight Zone) jako Major William Gart
- 1960: Father Knows Best jako Cliff Bowman
- 1974: Ironside jako Matt Black
- 1975-76: Ellery Queen jako Ellery Queen